# Leucania anargyria
Leucania anargyria är en fjärilsart som beskrevs av Jean Baptiste Boisduval 1840. Leucania anargyria ingår i släktet Leucania och familjen nattflyn. Inga underarter finns listade i Catalogue of Life.